# Жасмин (Дисни)
Жасмин (на английски: Jasmine) е измислена героиня от 31-вия пълнометражен анимационен филм на Уолт Дисни Пикчърс Аладин (1992). Озвучена от американската актриса Линда Ларкин – с вокални изпълнения от филипинската певица Леа Салонга – Жасмин е енергичната принцеса на Аграба, която е отегчена от живота си в двореца. Въпреки древния закон, който гласи, че принцесата трябва да се омъжи за принц навреме преди предстоящия ѝ рожден ден, Жасмин е твърдо решена да се омъжи за някого, когото обича, дори ако е в противовес на законите. Създадена от режисьорите Рон Клемънтс и Джон Мъскър, които са и сценаристи на филма, и сценаристите Тед Елиът и Тери Росио, Жасмин е базирана на Бадрулбадур, принцеса, която се появява в приказката Аладин и вълшебната лампа от Хиляда и една нощ.
Първоначално замислена като разглезена и материалистична принцеса, сценаристите в крайна сметка пренаписват Жасмин в по-силна и забележима героиня след премахването на майката на Аладин от сценария, като същевременно заемат сюжетни елементи от романтичната комедия Римска ваканция (1953). Няколко месеца след като получава ролята, Ларкин почти е уволнена от проекта, защото изпълнителният директор на Дисни Джефри Каценберг усеща, че гласът ѝ не е подходящ за принцеса, но Клемънтс и Мъскър успяват да го убедят в обратното. Открита е от кастинг режисьора Алберт Таварес, Леа Салонга е избрана за вокалите на Жасмин въз основа на изпълнението ѝ в мюзикъла Мис Сайгон; това безпрецедентно решение на кастинга прави Жасмин първата принцеса на Дисни, чийто глас за диалози и вокали е изпълнен от две различни актриси. Анимирана от Марк Хен, дизайнът на Жасмин е еклектична комбинация от анонимен гост на тематичния парк, сестрата на Хен и актрисата Дженифър Конъли.
За разлика от повечето принцеси на Дисни, Жасмин е поддържаща героиня в собствения си филм. Героинята получава смесени отзиви, като голяма част от характера ѝ е сравнен с предшественичките си Ариел от Малката русалка (1989) и Бел от Красавицата и звярът (1991), но е похвалена за личността и химията с Аладин. Тя е шестата Принцеса на Дисни и първият неевропейски член на франчайза, както и първата западноазиатска принцеса. Поради това на героинята се приписва въвеждането на расово разнообразие в принцесите на Дисни. Жасмин се появява по-късно в продълженията на Аладин, Завръщането на Джафар (1994) и Аладин и царят на разбойниците (1996), както и в телевизионния сериал и музикалната адаптация на филма на Бродуей. И Ларкин, и Салонга получават наградата Легенди на Дисни за приноса си към ролята. Наоми Скот изиграва героинята в игралната адаптация на оригиналния филм от 1992 г.

## Разработване

### Концепция и писане
Жасмин е базирана на принцесата, която се появява в близкоизточната колекция от народни приказки Хиляда и една нощ, по-специално в историята Аладин и вълшебната лампа. Текстописецът Хауърд Ашман и композиторът Алан Менкен първоначално започват да разработват Аладин, докато все още са писали песни за Малката русалка (1989), но по-нататъшното развитие е изоставено в полза на работата по Красавицата и звярът (1991). Работата по Аладин се възобновява, когато Красавицата и звярът е на финалния етап от производството. Докато принцесата в оригиналната приказка се казва Бадрулбадур, студиото решава да преименува персонажа на по-познатото Жасмин на актрисата Жасмин Гай. Освен това същото име е и сред най-популярните през десетилетието. В оригиналната разработка на филма от Ашман, Аладин има два потенциални любовни интереса – както към Жасмин, така и мъжкарана, „тип Джуди Гарланд“, чиито романтични чувства към Аладин не са взаимни. Сценаристката Линда Улвъртън изготвя сценарий, базиран на филма Багдадският крадец (1940), преработка, която включва слугиня на Жасмин (идея, появила се в игралния филм от 2019 г.), която в крайна сметка е заменена от домашен тигър.
Режисьорите и сценаристи Рон Клемънтс и Джон Мъскър пренебрегват сценария на Улвъртън в полза на разработването на нещо по-подобно на версията от Ашман, макар че правят няколко промени в сюжета му, сред които подхождат към характера на Жасмин „малко по-различно“, като същевременно запазват визията на Улвъртън за „принцеса, която Аладин би могъл да ухажва“. След премахването на майката на Аладин от сценария, връзката между Жасмин и Аладин се разширява до точка, която се превръща във фокусна на филма, а това позволява повече екранно време на принцесата. По този начин Жасмин е развита в по-известен персонаж. За разлика от предишните адаптации на приказките на Дисни, принцесата не е главният герой на филма и следователно историята не се върти около нея. Въпреки присъствието на известна принцеса, режисьорите решават да се отнасят към Аладин по-скоро като към „арабско приключение“, за разлика от традиционната приказка на Дисни или филм за принцеса в духа на Снежанка и седемте джуджета (1937) или Красавицата и звярът.
Въпреки че няколко подробности от оригиналната приказка са променени за филмовата адаптация, основната сюжетна линия на Жасмин – принудена да сключи брак – остава предимно недокосната. Въпреки това, докато Бадрулбадур първоначално се възмущава от Аладин, Жасмин, от друга страна, почти веднага е очарована от него. Сценаристите Тед Елиът и Тери Росио пренаписат Жасмин в „по-силна“ героиня, която активно копнее за свобода от нейния „царски затвор“. Според Дейв Смит от архива на Дисни, „освободената“ Жасмин главно „се стреми да избяга от сегашния си начин на живот“. Идеята за дегизираната Жасмин, която се прибира в двореца си посред нощ, е вдъхновена от романтичната комедия Римска ваканция (1953), в който принцеса Ан, изиграна от актрисата Одри Хепбърн, избягва по подобен начин от кралското посолство в дегизировка, за да прекара сама един ден в проучване на Рим.

### Глас
Кастингът на американския актьор и комик Робин Уилямс, който озвучава Джина, вдъхновява студиото да наеме също толкова талантливи актьори, способни да отговорят на неговото темпо. Създателите на филма първоначално си представят гласа на Жасмин, наподобяващ този на актрисата Лорън Бекол. Актрисата Линда Ларкин озвучава диалозите на Жасмин. Кастингът за ролята е само едно от няколкото прослушвания, които Ларкин има през същата седмица, в която се явява на прослушване за Аладин, като първоначално подценява проекта, шегувайки се: „Мислех, че ще бъде нещо като Патешки истории“. Първоначално представена само с няколко страници от сценария, Ларкин установява, че е особено привлечена от „духа на активизма“ на Жасмин, в допълнение към начините, по които героинята е едновременно подобна и различен от предишните героини на Дисни. Принцесите Снежанка, Пепеляшка и Аврора са любими на актрисата от детството. Първото прослушване на Ларкин се провежда в звукозаписно студио в Бърбанк, Калифорния, единствено пред кастинг режисьора на филма. Сцената, използвана за първото прослушване на Ларкин, е тази, в която Жасмин среща Аладин на пазара – първата им среща. Репликата на Жасмин „Всичко е толкова вълшебно“ убеждава Ларкин, че тя е тази, която трябва да озвучи героинята. Въпреки че гласът на Ларкин се различава значително от това, което създателите на филма първоначално са предвиждали за героинята, нейната интерпретация постепенно промени мнението им.
Ларкин се завръща в студиото по няколко различни повода през следващите няколко месеца. Докато аудиторията на студийни ръководители и режисьори продължава да се увеличава, броят на актрисите, състезаващи се за ролята, постепенно намалява, тъй като процесът на прослушването наближава своя край. Последното прослушване на Ларкин продължава общо четири часа, през които тя прочита целия сценарий за първи път. Аниматорите също получават възможност да анимират гласа на Ларкин за първи път. Актрисата най-накрая е одобрена няколко месеца по-късно, по това време тя почти забравя, че някога е била на това прослушване. Шест месеца след записването, обаче, Ларкин е принудена да се яви на повторно прослушване за ролята от изпълнителния директор на Дисни Джефри Каценберг, който смята, че в гласа на актрисата липсва авторитетът, необходим за принцеса. Клемънтс и Мъскър обаче не са съгласни с него и успяват да убедят Каценберг да не уволнява Ларкин, като организират фалшива сесия за запис, по време на която актрисата говори по-ниско и по-бавно в присъствието на Каценберг, само за да се върне към естествения си глас след това. Ларкин записва само една сцена заедно с нейните колеги Уилямс и Скот Уайнгър, гласа на Аладин. Освен някои груби, недовършени скици и рисунки, Ларкин не вижда голяма част от нейната героиня, докато филмът не е прожектиран окончателно в Музея за модерно изкуство.
Преди да открие Ларкин, от Дисни настояват за прослушване само на изпълнители, които са способни да пеят. След като Уилямс е одобрен, обаче, студиото отстъпва в полза на това да се прослушват „силни актьори“. Когато Ларкин за първи път се явява на прослушване за ролята, Един цял нов свят, единствената песен на Жасмин, все още не е написана; тя признава: „няма начин дори да се явя на проби ... ако има песен от самото начало“. След написването на първата песен на Жасмин, създателите на филма питат Ларкин дали е заинтересувана да осигури и вокалите на героинята. Ларкин веднага отказва, шегувайки се, „Аз [мога да] пея... но не като принцеса!“ Заради това Дисни решава да наеме певица, която вместо това да имитира гласа на Ларкин, въпреки страха на актрисата, „че студиото ще я замени изцяло с професионална певица“.
Вокалите на Жасмин се озвучени от филипинската певица и актриса Леа Салонга. Тя печели награда Тони за най-добра актриса за мюзикъла Мис Сайгон, а това ѝ помага да привлече интереса на кастинг режисьора Алберт Таварес, който оставя бележка на гримьорната на певицата, преди да напусне шоуто, на което присъства. След това агентът на Салонга насрочва прослушването ѝ, на което тя изпълнява песента Част от този свят от Малката русалка. Няколко дни по-късно Салонга започва да записва демо версии на Един нов свят. С кастинга на Салонга, Ларкин се превръща в една от първите актриси на Дисни, която не озвучава вокалите на героя, и по този начин Жасмин отбелязва първия път, когато Дисни решава да раздели диалозите и вокалите на своя принцеса. Описвайки Салонга като „невероятна певица“, самата Ларкин е приятно изненадана от това колко много гласът на Салонга прилича на нейния, когато за първи път чува Един цял нов свят, шегувайки се: „създателите на филма почти ме убедиха, че съм я изпяла“.

### Личност и дизайн
В разказа за героинята в официалния уебсайт на Дисни пише: „Жасмин е независима, пленяваща красавица, способна да се грижи за себе си“, която „копнее да изживее живота извън двореца“. Първоначално сценаристите замислят Жасмин като разглезена и материалистична принцеса, чиито интереси са ограничени до облеклото и бижутата, но в крайна сметка я превръщат в по-силна и зряла героиня. Ларкин описва Жасмин като „много силна, добре определена героиня от самото начало“. Марк Хен е главен аниматор на Жасмин. След като първоначално е нает да анимира майката на Аладин, премахването на героинята от филма в крайна сметка предоставя на Хен възможността да анимира Жасмин. По време на предишния анимационен филм на Дисни Красавицата и звярът, дизайнът на героинята Бел – на който Хен е един от главните аниматори – има различни несъответствия поради анимацията на героинята, създадена в две напълно отделни студиа. За да избегнат подобно несъответствие при Жасмин, създателите на филма решават да направят принцесата изцяло в едно студио. Тъй като тя е любовният интерес във филма, за разлика от главния герой, принцесата е анимирана във второто студио на компанията във Флорида, докато Аладин е анимиран в Калифорния. По-интимните любовни сцени между двамата герои принуждават Хен често да комуникира по телефон и факс с главния аниматор на Аладин Глен Кийн, като аниматорите изпращат помежду си дизайни и дискове. От желанието си да представи индийската архитектура във филма, арт режисьорът Бил Пъркинс основава дизайна на Жасмин върху известния мавзолей Тадж Махал, който сам по себе си включва и разширява индийския дизайн, особено кривите, демонстрирани в косата, дрехите и бижутата на героинята.
Анимирал две предишни героини на Дисни – Ариел от Малката русалка и Бел от Красавицата и звярът – Хен първоначално страда от тежък случай на „блокаж на артиста“, докато се опитва да проектира третата си героиня, Жасмин. Докато работи по персонажа в тематичния парк на студиото във Флорида, Хен забелязва млада жена в увеселителния парк с дълга черна коса и решава да я използва като първоначално вдъхновение за Жасмин; самоличността на посетителката остава анонимна и до днес. Най-ранните скици на Жасмин се основават на различни екзотично изглеждащи супермодели в допълнение към нейната съименичка Жасмин Гай, но чертите на лицето на актрисата в крайна сметка се считат за твърде „тежки“ за анимационен герой. В търсене на „нещо свежо, което да помогне за физическия ѝ облик“, Хен е вдъхновен от снимка от абитуриентския бал на Бет Алан, която носи косата си в стил, подобен на този, който в крайна сметка получава Жасмин. Хен признава, че сестра му е помогнала да преодолее блокажа на своя талант, а режисьорите одобряват концептуалния дизайн на Хен. Чертите на лицето на героинята са допълнително вдъхновени от актрисата Дженифър Конъли, по-специално нейните вежди. В допълнение, някои от маниерите и физически черти на Ларкин са включени в дизайна на героинята. Хен приписва един конкретен разговор по време на вечеря с Ларкин, който се оказва много вдъхновяващ по отношение на това да му помогне да открие емоционалната страна на Жасмин. Моделът Робина Ричи служи като ориентир за анимацията, пантомимирайки действията към записа на озвучаването на Ларкин, така че, по думите на Хен, „аниматорът получава усещането какво би било истинското човешко движение“.
Любимата сцена на Хен е тази, в която Жасмин открива истинската самоличност на Аладин. Създателите на филма решават да облекат Жасмин в синьо, като символично изобразяват водата, която е „най-ценното вещество, което човек може да намери в пустиня“. Аниматорите са разположили героинята до фонтан, когато е представена за първи път във филма, за да подчертаят допълнително този мотив и сравнение. С финализирането на външния ѝ вид, Жасмин се превръща в първата неевропейска принцеса на Дисни, за разлика от предишните героини.

## Изяви

### Аладин
Жасмин дебютира в Аладин (1992) като принцеса на Аграба, дъщеря на султана. Разочарована от постоянното вземане на решения за нея и принуждаването ѝ да се омъжи за принц, Жасмин се дегизира като селянка и избягва от двореца. На близкия пазар тя се сприятелява с уличния крадец Аладин, след като я спасява от ядосан продавач, който почти отрязва ръката ѝ. Избягвайки до скривалището на Аладин, двамата осъзнават, че се чувстват в капан в собствената си среда и копнеят за по-добър живот. Когато Аладин е арестуван от дворцовата охрана, Жасмин изисква незабавното му освобождаване, за да отхвърли заповедите на Джафар, коварния велик везир на султана. Когато принцесата се изправя срещу Джафар, той лъже и ѝ казва, че Аладин вече е екзекутиран, оставяйки Жасмин смутена, обвиняваща се за смъртта му; в действителност Джафар използва Аладин, за да вземе магическа лампа, съдържаща джин. Когато Джинът, който спасява и се сприятелява с Аладин, изпълнява желанието му да бъде преобразен в принц, за да увеличи шансовете си да ухажва Жасмин, Аладин ѝ се представя като „Принц Али“. Въпреки че първоначално не е впечатлена, Жасмин е очарована, след като се присъединява към него на вълшебна разходка с килим, в края на която тя открива, че принцът всъщност е същият селянин, когото е срещнала на пазара. Аладин обаче убеждава Жасмин, че той наистина е принц, който, подобно на нея, само от време на време се маскира като обикновен човек. Когато Джафар научава истината за Аладин, той открадва лампата и става господар на Джина, прогонвайки Аладин и принуждавайки Джина да го направи султан, като същевременно поробва както Жасмин, така и баща ѝ. След като отказва да се омъжи за него, Жасмин целува Джафар, за да го разсейва, докато Аладин се връща навреме, за да подмами Джафар да си пожелае да бъде джин и по този начин да се хване в лампата. Жасмин и султанът най-накрая са освободени и тя и Аладин се сгодяват, след като султанът отменя закона, за да може Жасмин законно да се омъжи за когото реши.

### Продължения
След успеха на Аладин, Жасмин се появява в двете продължения на филма, издадени директно към видео, и в двете от които Ларкин озвучава ролята в диалозите, а Лиз Калауей замества Салонга във вокалите. Първият, Завръщането на Джафар (1994), включва Жасмин, когато тя започва да поставя под въпрос доверието си в Аладин, след като той защитава бившия папагал на Джафар, Яго, който избягва от лампата на Джафар и спасява Аладин от бандити, надявайки се да си поправи отношенията с кралското семейство. Яго обаче успява да убеди принцесата, че много вярва на Аладин. В крайна сметка Жасмин се сприятелява с Яго, след като той помага да се поправят отношенията с нея и Аладин, освобождава Джина и в крайна сметка рискува живота си, за да унищожи веднъж завинаги Джафар, който се завръща в търсене на отмъщение. Във втория, Аладин и царят на разбойниците (1996), дългоочакваната сватба на Жасмин с Аладин е прекъсната от четиридесет разбойници. Оракулът, който крадците се опитват да откраднат, разкрива, че бащата на Аладин, Касим, е все още жив и е техен лидер. Насърчавайки Аладин да последва баща си, Жасмин се съгласява да отложи сватбата, но не може да не се притеснява за него по време на отсъствието му. Когато Аладин най-накрая се връща в Аграба с Касим и го представя, Жасмин и султанът веднага го харесват. Касим обаче скоро е затворен от султана, след като той отново се опитва да открадне Оракула. Аладин освобождава Касим и приема наказание за действията му, докато Жасмин убеждава баща си, че той само е помагал, подтикнат от обичта към баща си. Яго се връща, за да им съобщи, че Касим е заловен от Салук и останалите разбойници. Жасмин отива с Аладин да спаси баща си и след това те се връщат за сватбата си, на която Касим присъства като сянка. Те отиват да се повозят на килимчето, като махат за сбогом на търговеца от първия филм и Яго и Касим, които яздят. Жасмин се появява в анимационния телевизионен сериал, базиран на филма, който първоначално се излъчва от 1994 до 1995 г.

### Ралф разбива интернета
Жасмин заедно с другите Принцеси на Дисни се появява във филма „Ралф разбива интернета“ (2018).

### Аладин(филм, 2019)
Наоми Скот играе Жасмин в игралната адаптация, базиран на оригиналния анимационен филм от 1992 г. Сюжетът на филма представя майка ѝ, която произхожда от съседното царство на Аграба Шеребад, желаейки да подобри живота на хората си като султанка въпреки традициите и Джафар, манипулиращ султана за своите цели. В края на филма Жасмин става първата султанка на Аграба, с властта да се омъжи законно за когото реши.

## В България
| Година | Актриса            | Филм/Сериал                    | Дублажно студио                        |
| ------ | ------------------ | ------------------------------ | -------------------------------------- |
| 1997   | Елена Саръиванова  | Аладин (сериал)                | БНТ (нахсинхронен дублаж)              |
| 2004   | Петя Абаджиева     | Аладин (филм, 1992)            | Александра Аудио (нахсинхронен дублаж) |
| 2005   | Петя Абаджиева     | Завръщането на Джафар          | Александра Аудио (нахсинхронен дублаж) |
| 2005   | Петя Абаджиева     | Аладин и царят на разбойниците | Александра Аудио (нахсинхронен дублаж) |
| 2009   | Живка Донева       | Аладин                         | Медиа Линк (войсоувър дублаж)          |
| 2012   | Даниела Йорданова  | Аладин                         | Диема Вижън (войсоувър дублаж)         |
| 2019   | Стефания Георгиева | Аладин (филм, 2019)            | Александра Аудио (нахсинхронен дублаж) |